# Ítalo Luder
Ítalo Argentino Luder (Rafaela, 31 dicembre 1916 – Buenos Aires, 25 maggio 2008) è stato un politico e avvocato argentino.
In qualità di presidente provvisorio del Senato argentino, Lúder servì come presidente ad interim dell'Argentina dal 13 settembre 1975 al 16 ottobre 1975, facendo le veci di Isabel Perón. Candidato del Partito Giustizialista alle presidenziali del 1983, un deputato nazionale, uno dei ministri della difesa di Carlos Menem e ambasciatore argentino in Francia.

## Biografia
Laureatosi in giurisprudenza presso l'Università Nazionale del Litorale nel 1938, militò inizialmente dell'Unione Civica Radicale. Dopo la conquista della presidenza di Juan Domingo Perón, Lúder si avvicinò al giustizialismo venendo eletto poi eletto per un seggio alla Costituente del 1948. Dopo il golpe che rovesciò Perón nel 1955, fu processato per alto tradimento. Successivamente si occupò di difendere alle accuse di corruzione l'ex-presidente Perón, nel frattempo esiliato in Spagna. In quegli stessi anni partecipò al coordinamento dei partiti per il ritorno alla democrazia promosso al leader radicale Ricardo Balbín.
Nel 1973 Lúder fu eletto al Senato argentino tra le file del partito Giustizialista per la provincia di Santa Fe. Nel luglio dello stesso anno fu eletto presidente del Senato in seguito alle dimissioni di Alejandro Díaz Bialet. Dopo la morte di Perón nel 1974, sua moglie Isabel divenne il nuovo capo di stato. A fronte della crescente instabilità interna però, nel settembre 1975, la presidente argentina si allontanò per un mese dalla politica per malattia.
In mancanza di un vicepresidente, la carica di presidente ad interim dell'Argentina toccò a Lúder, il cui breve mandato sarebbe stato ricordato soprattutto per la firma dei decreti 2770-2772, che crearono un "Consiglio per la sicurezza interna", in risposta all'operazione Primicia, un attacco dei Montoneros contro una caserma militare nella provincia di Formosa, e alla dilagante violenza dei vari gruppi guerriglieri attivi nel paese. La misura, che si andava a sommare ad altre precedenti, ebbe successo nel sedare la campagna insurrezionale guidata dall'ERP nella provincia di Tucumán, anche se in pratica estese lo stato d'assedio in tutta la nazione e aprendo di fatto l'oscura stagione del terrorismo di stato che spianò la strada alla dittatura militare.
Lúder fu candidato alla presidenza per il Partito Giustizialista durante le elezioni del 1983 che portarono al ritorno della democrazia dopo quasi otto anni di dittatura. Nonostante il forte sostegno alla sua candidatura da parte del sindacato CGT, il giustizialismo dovette scontare non solo il ritardo con cui fu presentato il candidato (a soli due mesi dalle elezioni), ma anche il ricordo della caotica presidenza di Isabel Perón. A tutto ciò si dovette sommare poi l'abilità e la grande eloquenza del principale avversario, il radicale Raúl Alfonsín, che alla fine s'impose con quasi dodici punti di vantaggio.
Fu nominato segretario alla difesa dal neoeletto presidente Carlos Menem nel 1989, ma un rimpasto di governo sulla scia di una crisi alla fine dello stesso anno ne portò alla sua sostituzione. Successivamente Lúder fu nominato ambasciatore in Francia.
Da tempo malato di malattia di Alzheimer, è morto nella sua casa di Buenos Aires a 91 anni.